# ジョー・コーポレーション (愛媛)
株式会社ジョー・コーポレーションは、かつて存在した日本の総合建設会社。

## 概要
愛媛県松山市に本社を置いていた。社名は、Japan Overseas architectural Works（日本から世界を目指す建築総合メーカー）の意味で、2000年にCI導入とともに制定。以前の商号は「株式会社中岡組」だった。
当初の公共工事主体から商業施設や一般住宅工事にシフトし、1996年からは分譲・賃貸マンションなどを展開していた。中国・九州地区や東京近郊にも進出し、分譲マンション「サントノーレ」シリーズは計120棟、約4千6百戸を販売。ピーク時の2006年12月期には売上高約341億円を計上したものの、景気低迷によるマンション販売不振に加え、改正建築基準法による着工遅れや、得意としてきた遊技場業界低迷による受注激減が響き、業績が悪化。
2007年12月期は売上高が244億円と落ち込み、当期損益が初めて約15億6,800万円の赤字に転落。2009年1月21日松山地裁に民事再生法の適用を申請した。負債総額は約90億円。同年6月には営業力強化や経費削減で自力債権を図るとした再生計画案を松山地裁に提出。4月末までに県外2出張所を閉鎖し、従業員も民事再生法適用申請時の379名から希望退職などで159人に削減。関連会社のジョー・コーポレーション九州と広告代理業のジョー・メディアネットは清算し、賃貸マンション管理のジョー・アメニティは全ち持分を売却した。また複合商業施設ジョー・プラの受託運営を取りやめた。
2012年に民事再生手続きを終結したが、労務費や資材コストが上昇する中、2億2500万円の経常赤字となるなど、業績を改善することができず資金繰りに行き詰まり、2015年2月25日をもって事後処理を弁護士に一任して事業を停止。2月10日には賃貸マンション事業とテナントビル事業を関連会社に譲渡し、従業員約20人が関連会社に移った。同年6月5日、松山地方裁判所に自己破産を申請し、7月21日、破産手続き開始決定を受ける。負債総額は約72億7500万円。

## 事業所
- 本社 - 愛媛県松山市来住町1344-1
- 内子支店 - 愛媛県喜多郡内子町内子1503
- 宇和島支店 - 愛媛県宇和島市伊吹町甲1423-1
- 新居浜支店 - 愛媛県新居浜市喜光地町一丁目5-21
- 今治支店 - 愛媛県今治市土橋町一丁目3-15
- 高知支店 - 高知県高知市高須新町一丁目1-46
- 香川支店 - 香川県綾歌郡宇多津町浜五番丁47-14
- 広島支店 - 広島県広島市安佐南区川内六丁目21-1
- 岡山営業所 - 岡山県岡山市北区今二丁目1-7フクハラビル101
- 東京支店 - 東京都品川区西五反田八丁目2-2西五反田K-1ビル6F

## 歴史
- 1950年 - 愛媛県内子町にて創業。
- 1964年 - 株式会社中岡組を設立。
- 1991年 - 賃貸マンション「モーメントマンション」第1号を建設。
- 1994年 - 土屋ホームと業務提携し、住宅事業部を開設。
- 1995年 - 分譲マンション「サントノーレ」分譲開始
- 1996年 - 愛媛県松山市に本社移転
- 2000年 - 社名を「株式会社ジョー・コーポレーション」に変更。
- 2002年 - ケイズを子会社とし、九州に進出[6]。
- 2004年
  - 1月 - 新居浜支店、岡山支店、宮崎支店を開設[7]。
  - 2月 - 東京支店を開設し、関東地方に進出[7]。
- 2003年8月 - 民事再生手続き中の高木工務店を完全子会社化[8]。
- 2005年11月 - 遊技場経営の善などと共にダイエー南松山店の営業を譲受[9]。
- 2006年5月 - ジョー・プラがオープン。
- 2007年11月 - 合人社計画研究所と資本業務提携し、ジョー合人社コミュニティを合弁で設立[10]。
- 2008年1月 - 広告代理業のジョー・メディアネットを設立[11]。
- 2009年
  - 1月 - 民事再生法申請。
  - 9月 - 再生計画認可決定確定。
- 2012年 - 民事再生手続きを終了。
- 2015年
  - 2月 - 経営悪化により、事後処理を弁護士に一任し事業停止。
  - 6月5日 - 松山地方裁判所に自己破産を申請。
  - 7月21日 - 松山地方裁判所より破産手続き開始決定を受ける（負債総額は約72億7500万円）[4]。
- 2018年10月2日 - 法人格消滅。

## 関連会社
- 愛媛フィナンシャルサービス（保険代理店事業）